# 迈克尔·沃德里奇
迈克尔·沃德里奇（1966年8月26日—）是一位英国计算机科学家，牛津大学教授，主要研究方向为多智能体系统。